# Prokljanské jezero
Prokljanské jezero (chorvatsky Prokljansko jezero, popř. Prukljansko jezero) nebo též jezero Prokljan je brakické jezero v Chorvatsku v Šibenicko-kninské župě. Je součástí národního parku Krka a jednou z oblíbených turistických destinací. Voda je převážně brakická, na dně je však slaná se salinitou 35 ‰. Jeho přítoky jsou řeky Krka a Guduča, odtokem je stejnojmenný Prokljanský kanál. Přímo u jezera leží vesnice Raslina a Bilice (pouze části Stubalj a Vrulje). Na severu je jezero velmi mělké (1-2 m), na jihu je však hluboké až 25 m. Na severu jezera se nachází ostrůvek Stipanac.